# ヤン・ファン・デ・カペレ
ヤン・ファン・デ・カペレ（Jan van de Cappelle、名前はJo(h)annes とも、姓はvan de(r) Capelle とも、1626年1月25日（洗礼日）- 1679年12月22日（埋葬日））は、オランダの画家。17世紀オランダの最も重要な海洋画家の一人である。裕福な染色業者の一族であり、レンブランントと同時代の人物で、レンブランントらの作品など、美術品を所有していたことでも知られている。

## 略歴
アムステルダムで生まれた。父親は裕福な染色業者であった。絵を誰から学んだかは諸説あり、アルベルト・カイプ(1620-1691)やウィレム・ファン・デ・フェルデ(1610/11-1693)らの名前があげられている。1650年代には海洋画家のシモン・デ・フリーヘル(c.1601-1653)に絵を学んだとされる。ファン・デ・カペレは報酬を得るために絵を描く必要のない境遇であり、アムステルダムの画家組合に加入したことがあるかかどうか、また絵を売ったことがあるかどうかも知られていない。1645年から1650年代までの作品は残されているが、1660年代以降に1点しか作品が残されていないのは、兄弟とともに父親の仕事を継承したためだと考えられている。
画家としては海洋画を描き、画面の比較的低い位置に水平線のある構図の穏やかな海や河川に浮かぶ船を描いた作品dで知られている。アールト・ファン・デル・ネール(1603-1677)に似たスタイルの冬の風景を描いた小品も残している。
1679年にアムステルダムで亡くなった後、7人の子供に残した、財産目録が残されていて、6軒の家や、別荘やヨット、多額の債券や商品の他に、192点の絵画と 7,000点をこえる素描のオランダやフランドルの画家の美術品のコレクションを残したことが記録されている 。これらは1656年などにレンブラント(1606-1669)が経済的に破綻し、その財産が競売にかけられた時に入手したものが含まれる。またレンブラントや、もう一人の有名な画家、フランス・ハルス(1581年/1585-1666)によって描かれた肖像画を所有していた記録があるが、現在はどの作品がそれにあたるかは明確ではない。

## 作品

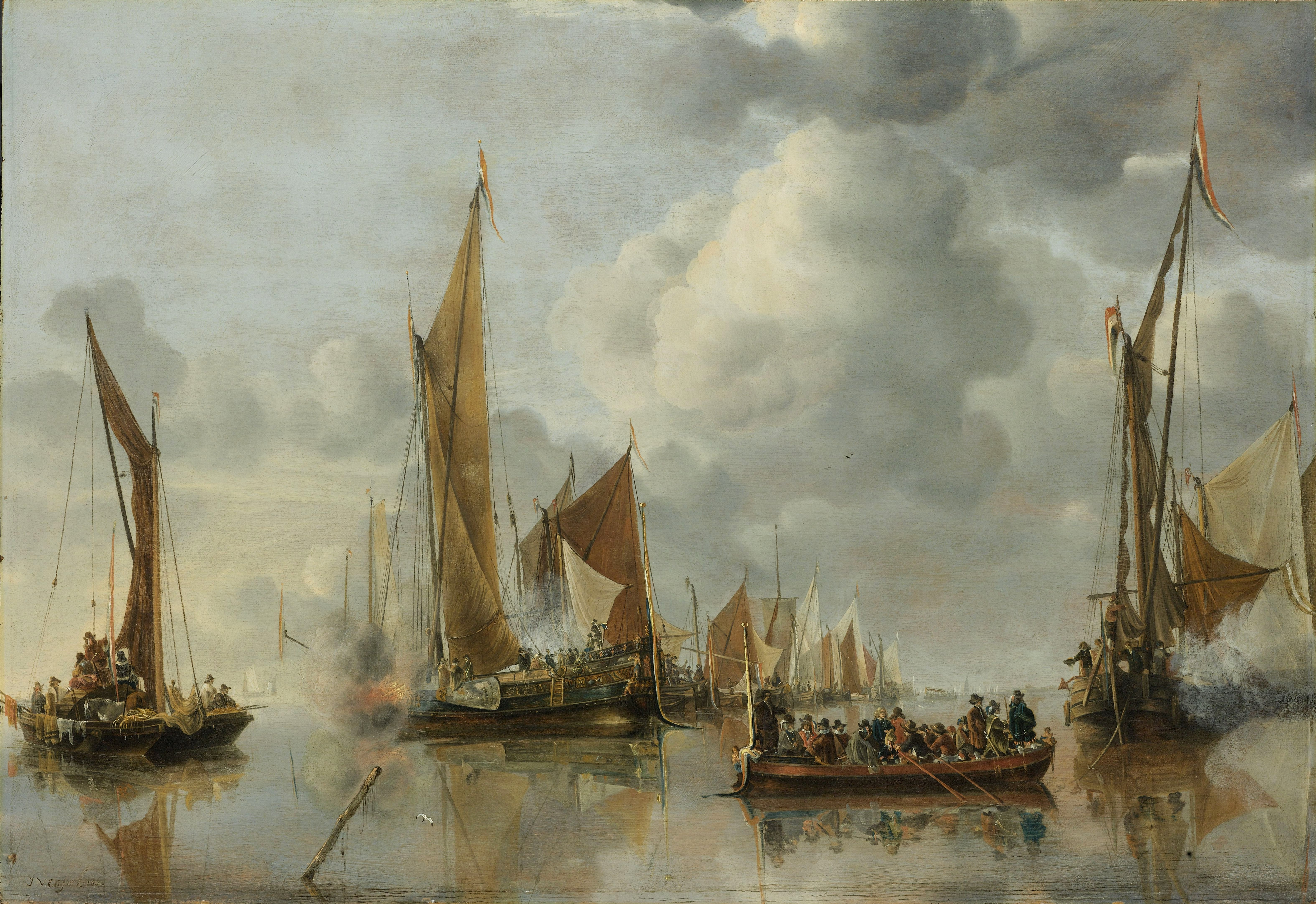
本国の港で礼砲を撃つオランダ艦隊(1650)
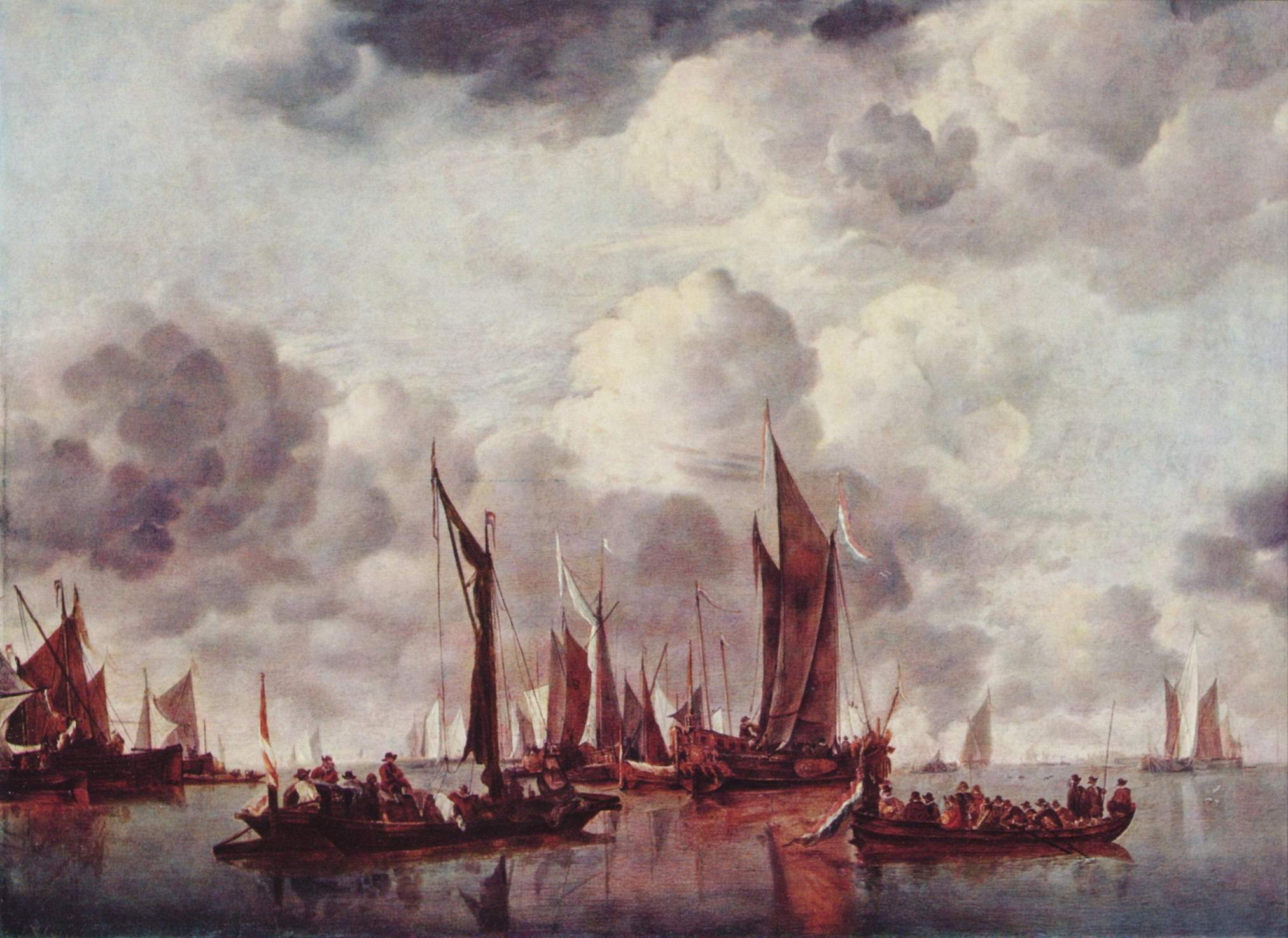
港のヨット(1650)
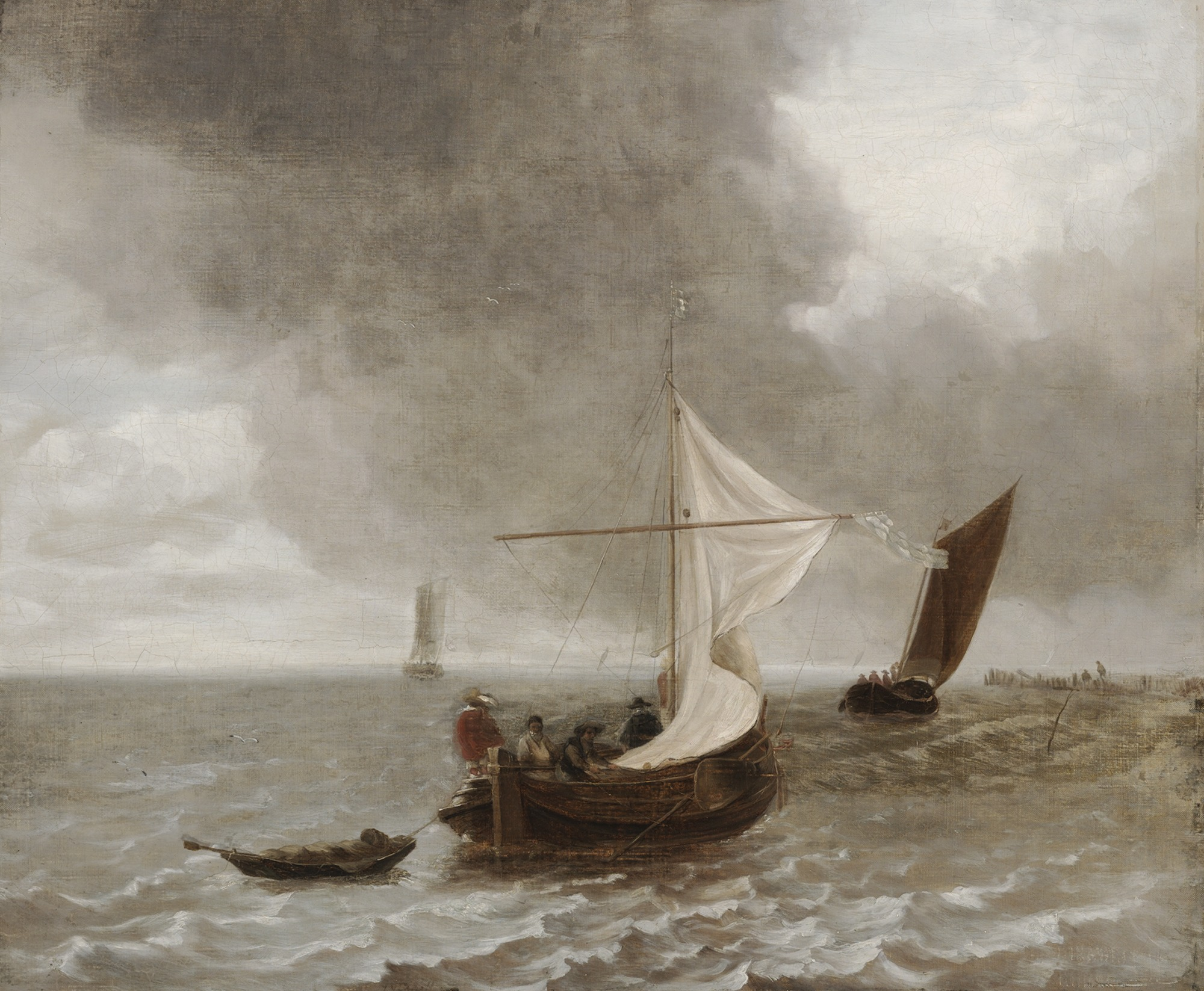
微風の中の帆船(1655)
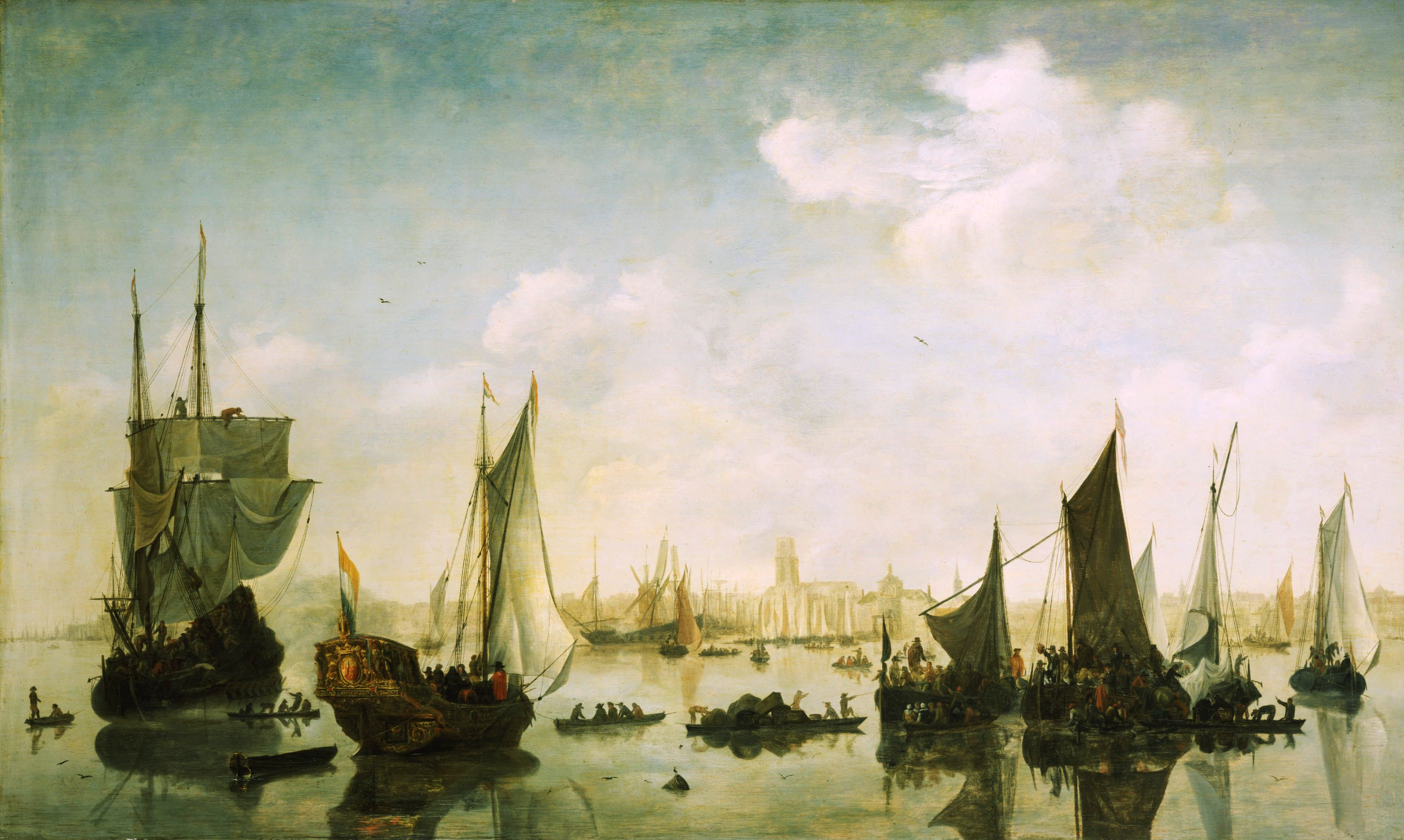
ロッテルダム付近のマース川の風景
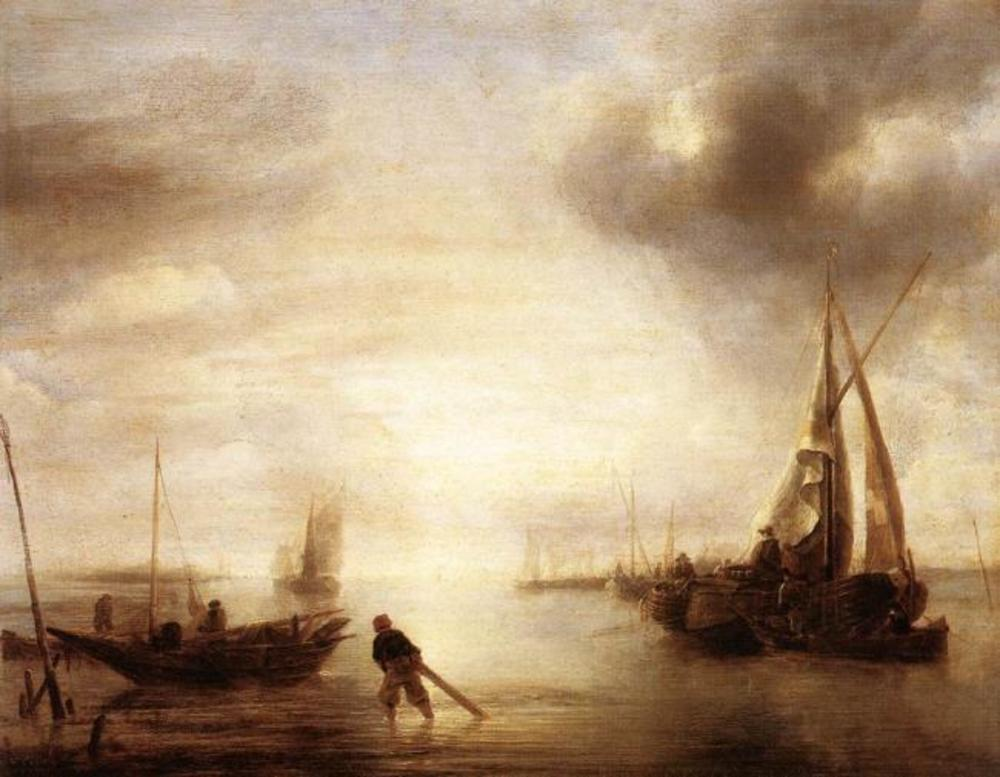
穏やかな海の夕暮れ
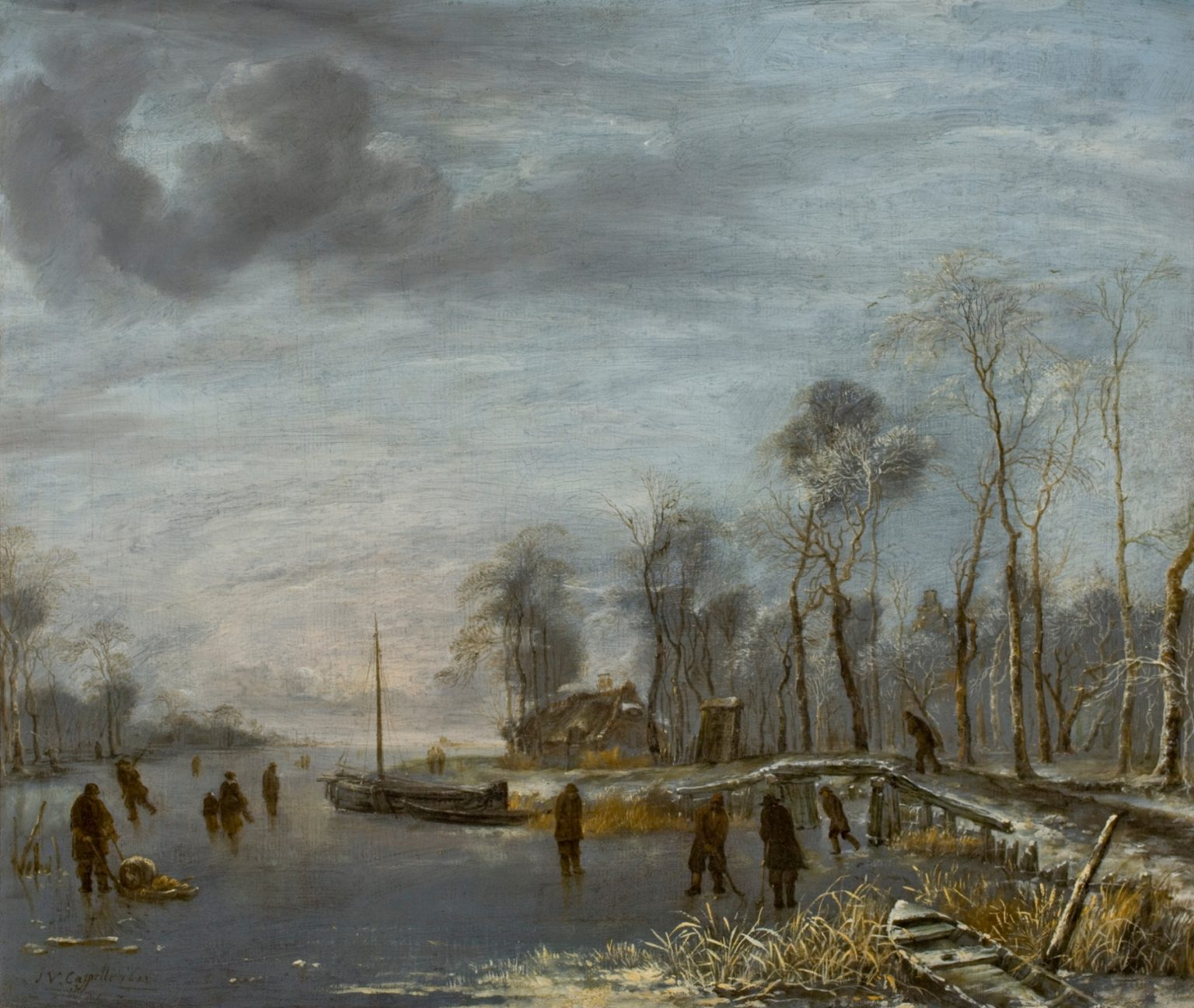
スケーターのいる冬の景色(1653)